# 최유련 개국원종공신녹권
최유련개국원종공신녹권(崔有漣開國原從功臣錄券)은 조선 태조 때 최유련에게 내린 공신녹권의 필사본이다. 1998년 6월 29일 대한민국의 보물 제1282호로 지정되었다.

## 개요
〈최유련개국원종공신녹권〉은 조선 태조 4년(1395년)에 최유련(崔有漣)에게 수여된 공신녹권으로 필사본이다.
원종공신(原從功臣)이란 태조가 등극할 때 반대당의 제거나 즉위식을 도왔거나 왕위에 오르기 전에 오랜 기간 동안 죽음을 무릅쓰고 협력을 한 사람들로, 태조 즉위년 10월부터 4년 2월까지 13회에 걸쳐 원종공신으로 포상을 받았다. 수차례에 걸쳐 포상 하교된 원종공신의 인원은 문헌상으로 1,698명이며, 여기에 개국공신 58명을 합하면 1,750명에 이른다. 이는 신왕조의 창업유공자들을 포함하여 안정을 도모하기 위한 전(前)왕조의 관료 계층을 회유 포섭하려는 의미를 지닌 것으로 파악되고 있다.
이 녹권의 크기는 폭 31cm, 길이 635cm이며, 한 행에 6∼18자로 기록된 저지에 권자본이다. 수록된 공신의 수는 105명이며 권말에 발급에 관여한 임원들의 직함과 성명이 기재되어 있다. 이 녹권은 같은 해에 발급된 정진(鄭津), 김회련(金懷鍊), 김천리(金天理), 한노개(韓奴介), 장관(張寬), 이원길(李原吉) 등의 공신녹권과 일치하나, 열거된 공신의 명단은 정진의 녹권과 같은 105명이다.
이 녹권은 여타 녹권들이 발급 연월을 밝히고 있는 데 비해 월의 표시가 누락되고 발급 관계자 가운데 정랑(正朗) 2명 중 1명만 표기되고, 1명은 공란인 점에서 차이가 있다. 그러나 이러한 점은 정진·김천리·이원길 등 녹권 발급에 관여한 인물의 수결의 유무에 각기 출입이 있는 것과 같은 예로서 1천여 명의 녹권을 동시에 발급하는 과정에서 온 착오로 여겨진다.
이 녹권은 조선 전기 개국공신에 대한 대우와 국가 성립에 영향을 미친 인물에 대한 연구, 공신록의 양식, 이두문의 사용과 문체 등의 연구에 중요한 자료로서의 가치를 지니고 있다.

## 같이 보기
- 원종공신